# 폴 자쿨레
폴 자쿨레(Paul Jacoulet, 1896년 ~ 1960년)는 프랑스 출신의 화가이다. 3세 때인 1899년 아버지가 일본 도쿄외국어대학의 교편을 잡으며 부모와 함께 일본으로 이주하였고, 생애 대부분을 일본에서 보내었다. 일본의 다색 목판화인 우키요에의 기법을 바탕으로 하여 창작활동을 하였다.,

## 같이 보기
- 엘리자베스 키스